# The Germs
The Germs, ou tout simplement les Germs, est un groupe de punk rock américain, originaire de Los Angeles, en Californie. La formation principale se composait du chanteur Darby Crash, du guitariste Pat Smear, de la bassiste Lorna Doom et du batteur Don Bolles. Ils publient leur album studio, (GI) en 1979, produit par Joan Jett.

## Biographie

### Première période (1977–1980)
En 1977, deux amis, Paul Beahm, alias Darby Crash, et Georg Ruthenberg, alias Pat Smear, décident de monter un groupe. Ils s'entourent de Belinda Carlisle alias Dottie Danger et de Lorna Doom à la basse. Le groupe ne tarde pas et sort un premier album live Forming/Sexboy  suivi de Lexicon Devil, un premier EP. Le groupe sort son premier album sur le label Slash Records durant l'année 1979, Germs Incognito plus connu sous le nom de (GI). L'album est produit par Joan Jett et connaît un bon succès. Il sera suivi d'un second album live. À la suite d'une première séparation, The Germs se reforme pour un ultime concert le 3 décembre 1980 au cours duquel Darby Crash annonce sa fin prochaine.
Darby Crash se suicide par overdose d'héroïne le 7 décembre 1980 à l'âge de 22 ans. Sa mort, largement éclipsée par l'assassinat de John Lennon le lendemain, met fin momentanément à l'existence du groupe. Après The Germs, Smear joue avec Nina Hagen[réf. nécessaire], Nirvana et les Foo Fighters. Sous son nom de Belinda Carlisle, Dottie Danger forme The Go-Go's (1978), puis entame une carrière solo au milieu des années 80.

### Deuxième période (2005–2009)
Le groupe s'est reformé en 2005 avec Don Bolles et Shane West en tant que nouveaux membres mais sans Belinda Carlisle. Ils jouent au Warped Tour en 2006 et tournent localement aux États-Unis pendant l'été, et encore une fois en 2007. Ils jouent encore au Warped Tour à l'édition 2008, sur le Vans Old School Stage.
En juillet 2009, Bolles annonce un coffret CD d'anciennes chansons réenregistrées intitulé Lest We Forget: The Sounds of the Germs. Le groupe réarrangera des chansons issues de l'album live Germicide et des sessions Cruising. Les enregistrements live seront effectués pour le reste du coffret que Bolles espère voir sortir en 2010. Deux chansons, Out of Time et Beyond Hurt – Beyond Help, seront à l'origine écrites par Crash (avant sa mort) et Smear, mais ne seront jamais enregistrées. Les chansons sont enregistrées avec West au chant. Cependant, West quitte les Germs en 2009.

### Troisième période (2013–2019)
En décembre 2013, Charlotte Caffey (des Go-Go's) joue de la basse pour un concert à la mémoire de Bill Bartell. Le groupe se sépare définitivement cette même année,.
En janvier 2019, le 16, la bassiste des Germs (de 1977 à 1980 et de 2005 à 2009), Teresa Marie Ray, alias, Lorna Doom meurt des suites d’un cancer à l’âge de 61 ans à Thousand Oaks, Californie. Don Bolles, le batteur du groupe annoncera son décès en écrivant : « Elle a quitté le monde des mortels, aujourd’hui aux alentours de 1 heure. » De nombreux témoignages s’ensuivront pour lui rendre un dernier hommage.

## Membres

### Derniers membres
- Pat Smear (Georg Ruthenberg) – guitare, chant (1977–1980, 2005–2009, 2013)
- Lorna Doom (Teresa Ryan) – basse (1977–1980, 2005–2009)
- Don Bolles – batterie (1978–1980, 2005-2009, 2013)

### Anciens membres
- Darby Crash (Jan Paul Beahm) – chant (1977–1980, décédé en 1980)
- Michelle Baer – batterie (1977)
- Dinky (a.k.a. Diana Grant) – basse (1977)
- Belinda Carlisle (Dottie Danger) – batterie (1977)
- Donna Rhia (a.k.a. Becky Barton) – batterie (1977)
- David Winogrond – batterie (1977)
- Cliff Hanger – batterie (1977-1978)
- D. J. Bonebrake – batterie (1978)
- Nicky Beat (Nickey Alexander) - batterie (1978)
- Rob Henley – batterie (1980)
- Shane West – chant (2005–2009)
- Charlotte Caffey – basse (2013)

## Discographie
- 1977 : Forming/Sexboy (7" live)
- 1978 : Lexicon Devil (7" EP)
- 1979 : (GI)
- 1980 : The Decline of Western Civilization Soundtrack (live tracks) (album live)
- 1981 : What We Do Is Secret (EP)
- 1981 : Live At The Whisky, First Show Ever
- 1985 : Germicide
- 1993 : Germs (MIA) - The Complete Anthology (compilation)